# Fabre (metrostation)
Fabre is een metrostation in het stadsdeel Rosemont–La Petite-Patrie van de Canadese stad Montréal. Het station werd geopend op 16 juni 1986 en wordt bediend door de blauwe lijn van de metro van Montréal.
Het metrostation is vernoemd naar Edouard-Charles Fabre (1827-1896), eerste aartsbisschop van Montréal.